# جوزف لادا
جوزف لادا (به چکی یوزف لادا) (تولد ۱۷ دسامبر ۱۸۸۷ - مرگ ۱۴ دسامبر ۱۹۵۷) نقاش و نویسنده اهل جمهوری چک است.
لادا به ویژه برای تصویرسازی کتاب «شوایک، سرباز خوب» نوشته یاروسلاو هاشک شناخته‌شده‌است.
افزون بر تصویرسازی کتاب، لادا در کشور خود به عنوان نویسندهٔ کودکان محبوبیت فراوانی داشت. کتاب میکش، گربهٔ سخنگو تنها کتاب جوزف لاداست که به فارسی ترجمه شده است. انتشارات اتفاق در تهران این کتاب را در سال 2019 به فارسی منتشر کرد. این کتاب 207 صفحه ای با تصاویر رنگی که کار نویسنده است را طاهر جام برسنگ، شاعر و مترجم ایرانی ساکن سوئد به فارسی برگردانده است.

## نگاره

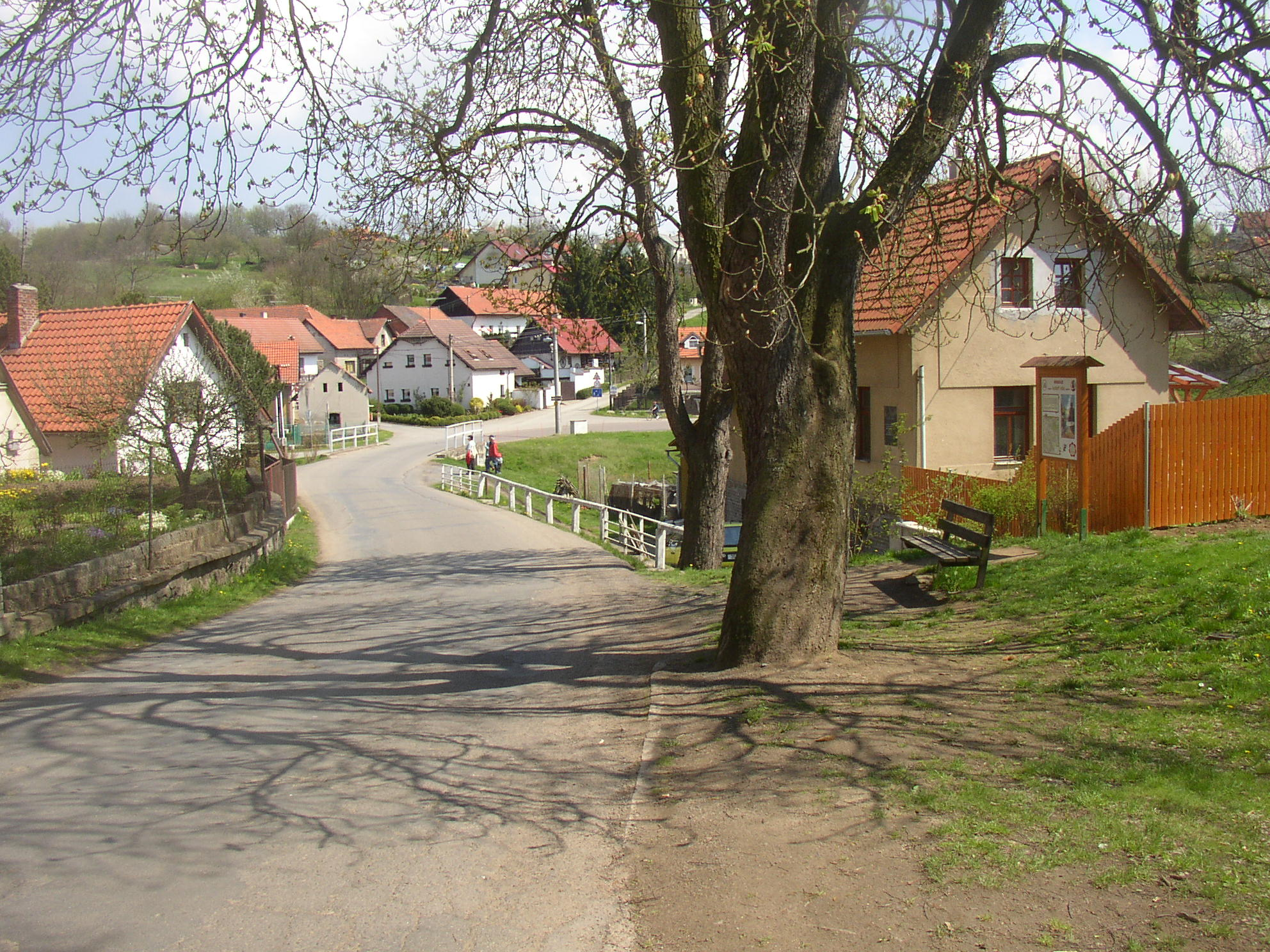
محل تولد یوزف لادا
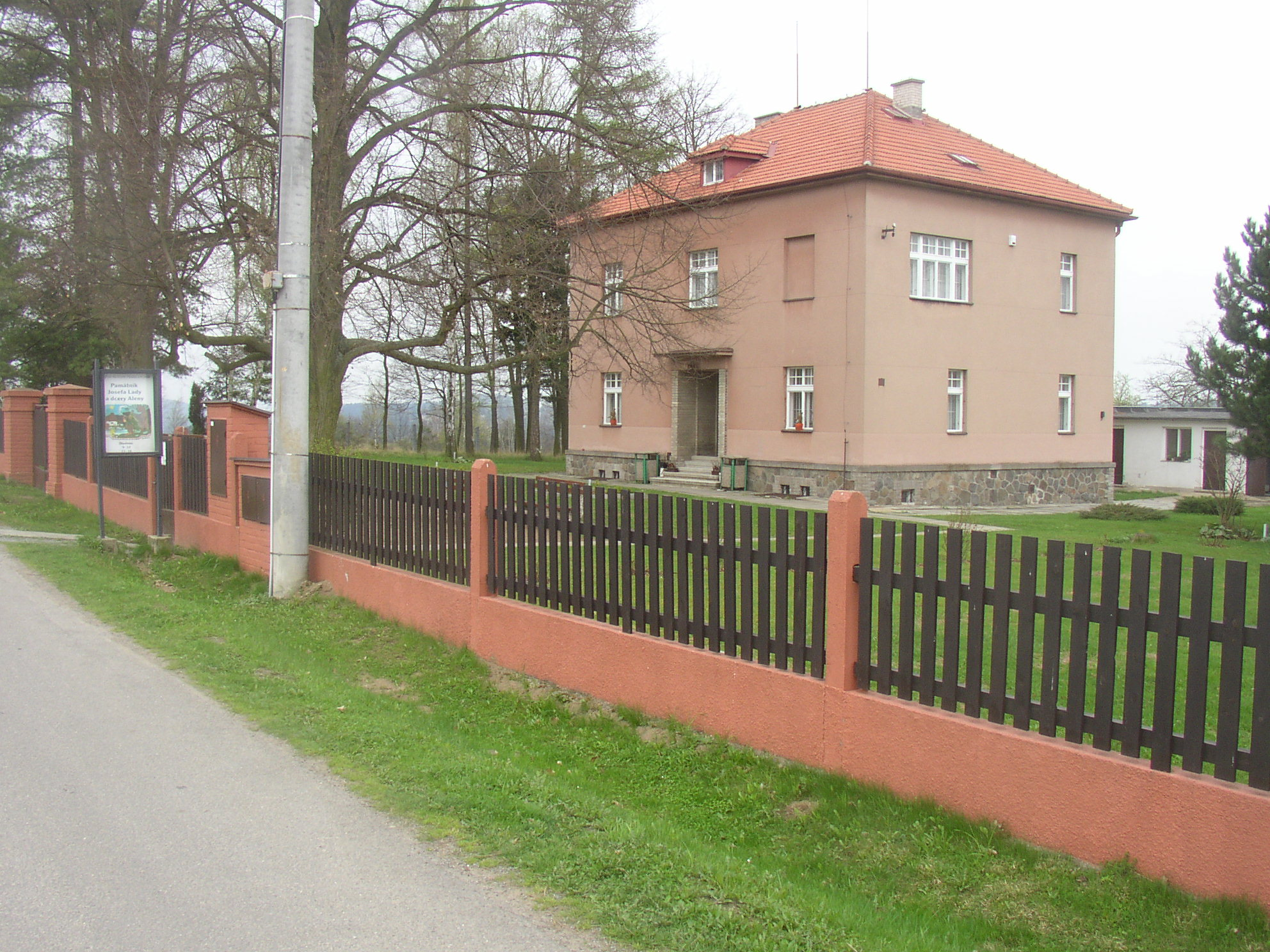
خانه لادا در کشور چک که به موزه لادا تبدیل شده‌است
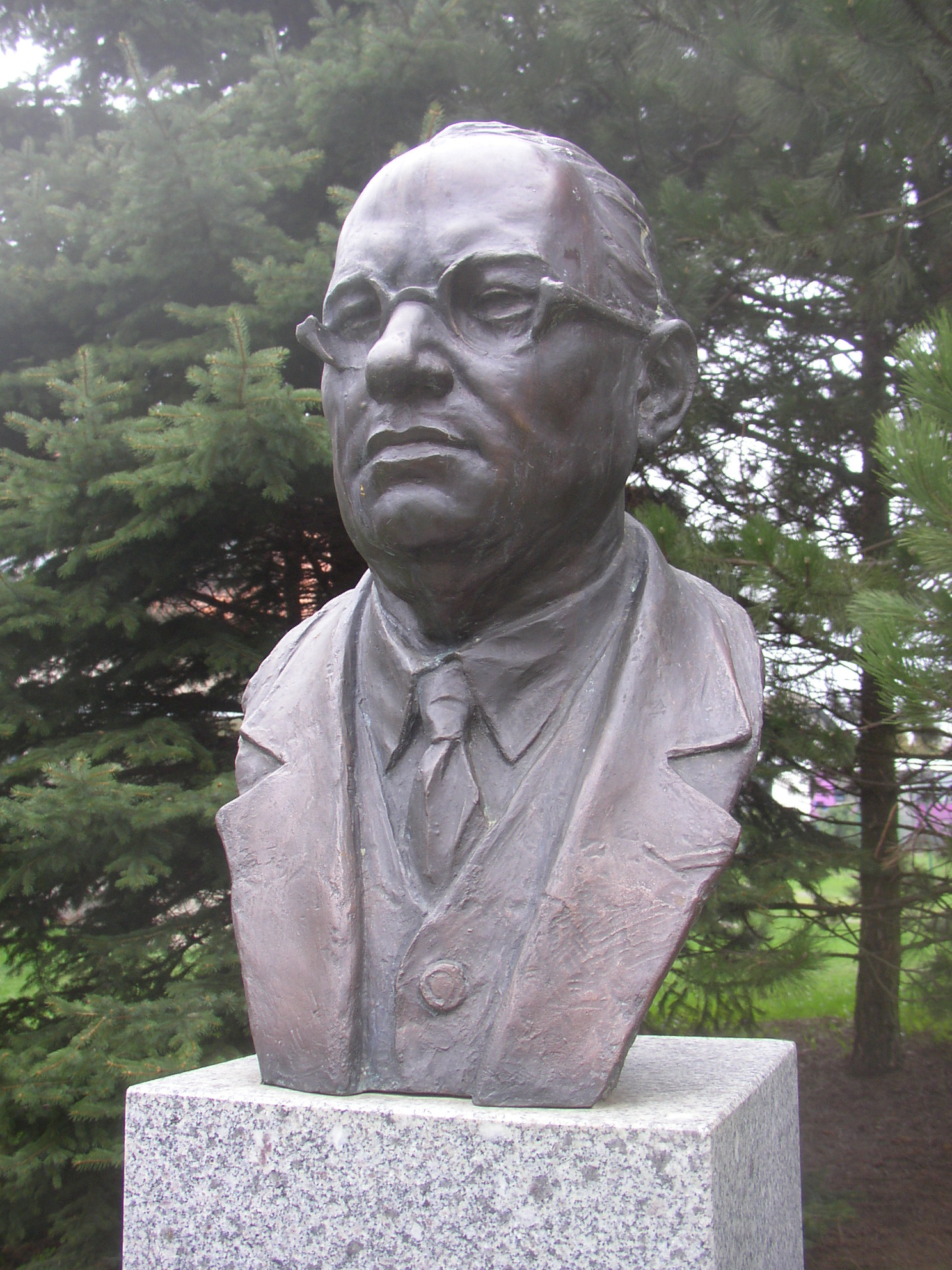
سردیس یوزف لادا در کشور چک